# Canton de Rivière-Salée
Pour les articles homonymes, voir Rivière Salée.
Le canton de Rivière-Salée est une ancienne division administrative française située dans le département et la région de la Martinique.

## Géographie
En Martinique, le canton de Rivière-Salée correspondait à la seule commune de Rivière-Salée dans l'arrondissement du Marin.

## Histoire
À la suite des élections territoriales de décembre 2015 concernant la collectivité territoriale unique de Martinique, le conseil régional et le conseil général sont remplacés par l'assemblée de Martinique. De fait, les cantons disparaissent.

## Administration
| Période                                                 | Période               | Identité             | Étiquette    | Qualité |
| ------------------------------------------------------- | --------------------- | -------------------- | ------------ | --- |
| 1955                                                    | 1965                  | Alphonse Jean-Joseph | DVD          | Négociant Maire de Rivière-Salée (1945-1965) Président du conseil général (1953-1957)                                          |
| 1965                                                    | 1973                  | Jean Saint-Prix      | UNR puis UDR | Médecin Maire de Rivière-Salée (1965-1971)                                                                                     |
| 1973                                                    | 1992                  | Georges Élisabeth    | app. PPM     | Enseignant Maire de Rivière-Salée (1971-1989)                                                                                  |
| 1992                                                    | juin 2010 (démission) | André Lesueur        | RPR puis FMP | Cadre de caisse d'allocations familiales Maire de Rivière-Salée depuis 1989 Député (1993-1997) Conseiller régional (2010-2015) |
| juin 2010                                               | décembre 2015         | Sylvia Saithsoothane | FMP-NC-LR    | Adjointe au maire de Rivière-Salée                                                                                             |
| Les données antérieures ne sont pas encore mentionnées. |                       |                      |              | |

## Composition
Le canton de Rivière-Salée se composait uniquement de la commune de Rivière-Salée et comptait 12 708 habitants (population municipale) au 1er janvier 2012,.

## Démographie
| 1961 | 1967  | 1974  | 1982  | 1990  | 1999   | 2006   | 2009   | 2012   |
| ---- | ----- | ----- | ----- | ----- | ------ | ------ | ------ | ------ |
| -    | 7 227 | 7 020 | 6 757 | 8 753 | 12 276 | 13 144 | 12 945 | 12 708 |